# Pavetta deflersii
Pavetta deflersii är en måreväxtart som beskrevs av Cornelis Eliza Bertus Bremekamp. Pavetta deflersii ingår i släktet Pavetta och familjen måreväxter. Inga underarter finns listade i Catalogue of Life.